# São Brás (Amadora)
São Brás era una freguesia portuguesa del municipio de Amadora, distrito de Lisboa.

## Historia
Fue suprimida el 28 de enero  de 2013, en aplicación de una resolución de la Asamblea de la República portuguesa promulgada el 16 de enero de 2013 al pasar a formar parte de las freguesias de Encosta do Sol, Falagueira-Venda Nova y Mina de Água.